# Ментопластика
Ментопластика — пластическая операция по устранению дефектов подбородка: коррекции формы и размера, формированию пропорций лица. В зависимости от вида операции, разрез при ментопластике делается либо внешний — в кожной складке под подбородком, либо внутренний — на внутренней стороне нижней губы. Ментопластика подразделяется на увеличивающие и уменьшающие операции.

## Показания
- двойной подбородок
- подбородок неправильной формы, нарушающий целостную гармонию лица
- тяжёлый, большой подбородок
- неразвитый подбородок
- скошенный подбородок
- наличие врождённых или приобретённых дефектов подбородка

## Увеличение подбородка
Увеличение подбородка — это, чаще всего, выдвижение нижней челюсти вперед или имплантирование. Хирург делает надрез на внутренней стороне нижней губы и устанавливает имплантат из нейтральных для организма материалов или вводит собственную жировую ткань пациента.

## Уменьшение подбородка
При уменьшении подбородка хирург удаляет «лишнюю» кость и хрящ методом костно-пластической трансформации. Разрез делается изнутри, через внутреннюю часть губы.

## Послеоперационный период
После операции пациенту накладывается на голову фиксирующая повязка, которую необходимо носить в течение 2х недель. Швы снимаются в течение недели после операции. Отеки окончательно сходят через три месяца. Во избежание смещения имплантата и сильных болей первое время после операции пациент должен есть только жидкую и мягкую пищу.

## Возможные осложнения
- смещение импланта
- инфекция
- потеря чувствительности нижней части лица